# Морал (филм)
Вижте пояснителната страница за други значения на Морал.
„Морал“ е българска телевизионна новела (социално-психологическа драма) от 1973 година по сценарий на Радослав Михайлов. Режисьор е Георги Аврамов, а оператор е Алеко Драганов. Музикално оформление – Диора Грашева.

## Актьорски състав
| Изпълнител         | В главните роли                                       |
| ------------------ | ----------------------------------------------------- |
| Стефан Пейчев      | главният лекар на въстаническата болница              |
| Венелин Пехливанов | капитан Момчилов, раненият командир на военна дружина |
| Богомил Симеонов   | полковникът                                           |
| Мариана Аламанчева | медицинската сестра                                   |
| Кунка Баева        | селянката                                             |
| Никола Гълъбов     | лекар                                                 |
| Кирил Делев        |                                                       |
| Иван Обретенов     |                                                       |
| Стефан Цонков      |                                                       |
| Димитър Учкунов    |                                                       |